# Ферфакс (Каліфорнія)
Ферфакс (англ. Fairfax) — місто (англ. city) в США, в окрузі Марін штату Каліфорнія. Населення — 7605 осіб (2020).

## Географія
Ферфакс розташований за координатами 37°59′18″ пн. ш. 122°35′42″ зх. д. / 37.98833° пн. ш. 122.59500° зх. д. (37.988378, -122.595097).  За даними Бюро перепису населення США в 2010 році місто мало площу 5,71 км², уся площа — суходіл.

## Демографія
Згідно з переписом 2010 року, у місті мешкала 7441 особа в 3379 домогосподарствах у складі 1875 родин. Густота населення становила 1304 особи/км².  Було 3585 помешкань (628/км²).
Расовий склад населення:
| - 88,9 % — білих - 2,7 % — азіатів - 1,5 % — чорних або афроамериканців - 0,5 % — корінних американців - 0,1 % — вихідців з тихоокеанських островів - 2,3 % — осіб інших рас |

До двох чи більше рас належало 4,0 %. Частка іспаномовних становила 6,8 % від усіх жителів.
За віковим діапазоном населення розподілялося таким чином: 19,3 % — особи молодші 18 років, 67,9 % — особи у віці 18—64 років, 12,8 % — особи у віці 65 років та старші. Медіана віку мешканця становила 45,9 року. На 100 осіб жіночої статі у місті припадало 94,2 чоловіків;  на 100 жінок у віці від 18 років та старших — 92,9 чоловіків також старших 18 років.
Середній дохід на одне домашнє господарство  становив 126 235 доларів США (медіана — 91 607), а середній дохід на одну сім'ю — 161 632 долари (медіана — 132 973). Медіана доходів становила 94 665 доларів для чоловіків та 75 236 доларів для жінок. За межею бідності перебувало 6,8 % осіб, у тому числі 3,7 % дітей у віці до 18 років та 5,1 % осіб у віці 65 років та старших.
Цивільне працевлаштоване населення становило 4543 особи. Основні галузі зайнятості: освіта, охорона здоров'я та соціальна допомога — 23,2 %, науковці, спеціалісти, менеджери — 22,8 %, фінанси, страхування та нерухомість — 10,6 %, мистецтво, розваги та відпочинок — 8,6 %.